# Каарло Канґасніємі
Каарло Канґасніємі (фін. Kaarlo Kangasniemi, 4 лютого 1941) — фінський важкоатлет.
Олімпійський чемпіон 1968 року в категорії до 90 кг.
Чемпіон світу 1968 (до 90 кг), 1969 (до 90 кг) років, срібний призер 1971 року в категорії до 82,5 кг.
Чемпіон Європи 1969 (до 90 кг), 1970 (до 90 кг) років, бронзовий призер 1968 (до 90 кг), 1972 (до 82,5 кг) років.